# Koinonia
Das griechische Wort Koinonia (κοινωνία) bedeutet „Gemeinschaft durch Teilhabe“. Das Wort wird im Neuen Testament der Bibel regelmäßig benutzt, um sowohl die seinshafte Eingliederung in Jesus Christus durch Taufe und Abendmahl als auch die dadurch bestimmten Beziehungen innerhalb der Ekklesia zu beschreiben. Die lateinische Entsprechung ist Communio.
Seit dem Zweiten Vatikanischen Konzil wird in der katholischen Kirche mit Koinonia eine vierte Grunddimension der Kirche beschrieben, die Gemeinschaft (communio / koinonia), in der die christliche Gemeinde ihren Ausdruck findet.
Das griechische Wort wird heute als Selbstbezeichnung verschiedener christlicher Zusammenschlüsse verwendet, um die besondere Betonung der Gemeinschaft zu verdeutlichen (so z. B. Communität und Geschwisterschaft Koinonia oder Koinonia Wien).